# Roger Orengo
Pour les articles homonymes, voir Orengo.
Roger Orengo est un  footballeur français né le 19 avril 1925 à Saint-Jean-Cap-Ferrat (Alpes-Maritimes) et décédé le 4 mai 2014 à Gassin (Var). Il évoluait au poste d'attaquant.

## Biographie
Roger Orengo naît le 19 avril 1925 à Saint-Jean-Cap-Ferrat (Alpes-Maritimes). Il entame sa carrière de footballeur au sein de l'AS Monaco en y jouant son premier match à l'âge de 23 ans. Au total l'attaquant méditerranéen disputera 68 rencontres et marquera 24 buts en 3 saisons sur le Rocher, toutes en Division 2.
Il s'engage à l'intersaison 1951 avec le FC Nantes. Sur les bords de la Loire et toujours en Division 2, il inscrit une vingtaine de buts en 111 matchs.
À l'issue de sa carrière de joueur, il devient entraîneur et dirige notamment l'ASM, puis le service des sports de la commune de Sainte-Maxime (Var).
Son décès survenu le 4 mai 2014 à Gassin (Var) est annoncé par un communiqué du club monégasque deux jours plus tard.
Roger Orengo était marié et père de trois enfants.